# アンフィテアトロ広場

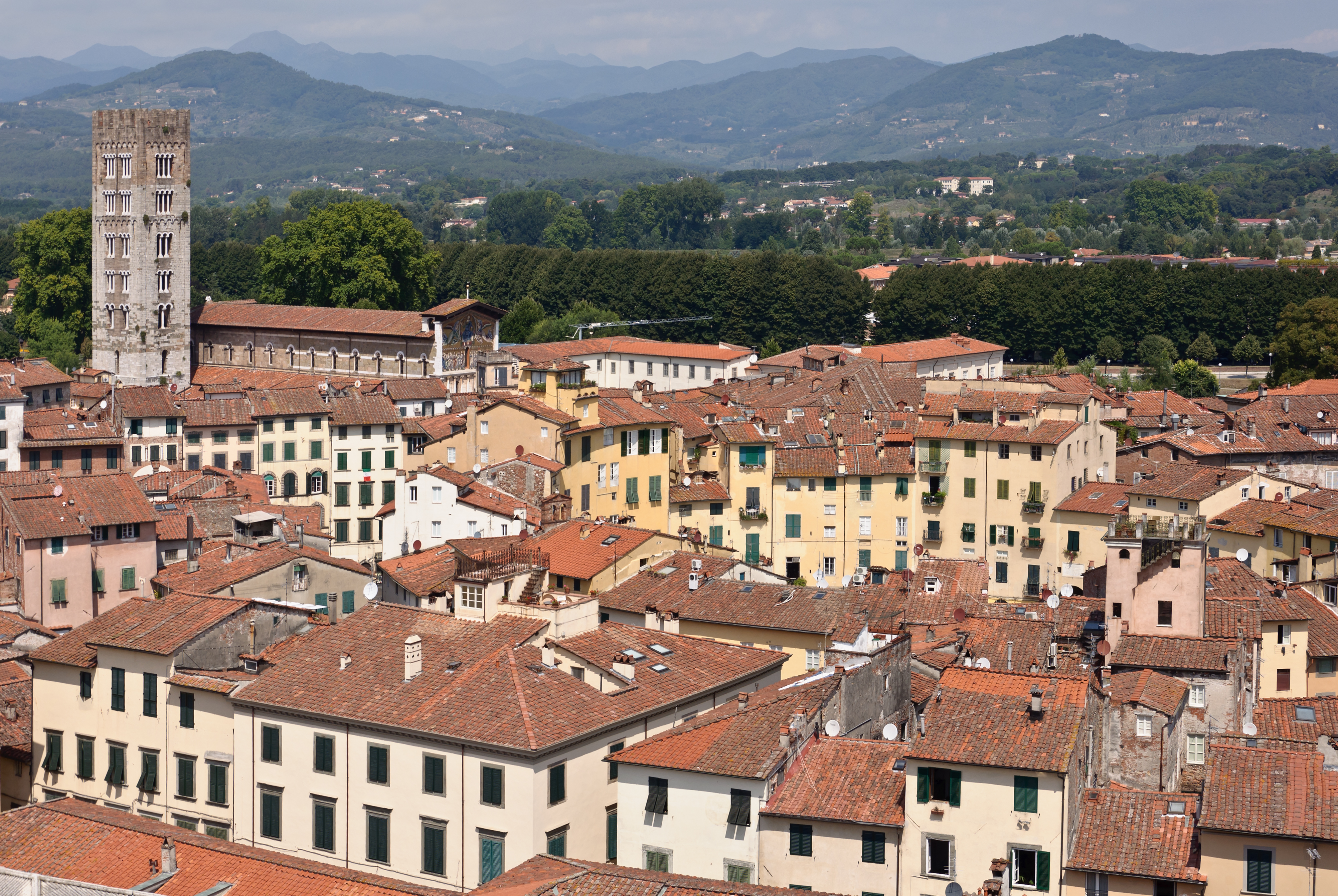
グイニージの塔上部からの眺望。中ほどに見えるカーブを描いた建物群がアンフィテアトロ広場。

アンフィテアトロ広場 (Piazza dell'Anfiteatro) は、イタリア共和国トスカーナ州ルッカにある広場のひとつ。その楕円形の形状から、ローマ時代の円形闘技場の面影を今に伝えるイタリアでも珍しい広場である。ルッカ市街の壁内、北部に位置し周囲をアンフィテアトロ通りが囲み、4つある門で広場とつながっている。
アリーナであった広場と、その外周（観客席の部分）にある住居で構成される。
周辺にはサン・フレディアーノ聖堂、サン・ピエトロ・ソマルディ教会が建つ。南南東の方角に建つグイニージの塔の頂上からはその楕円形の様子がよく見える。

## パノラマ

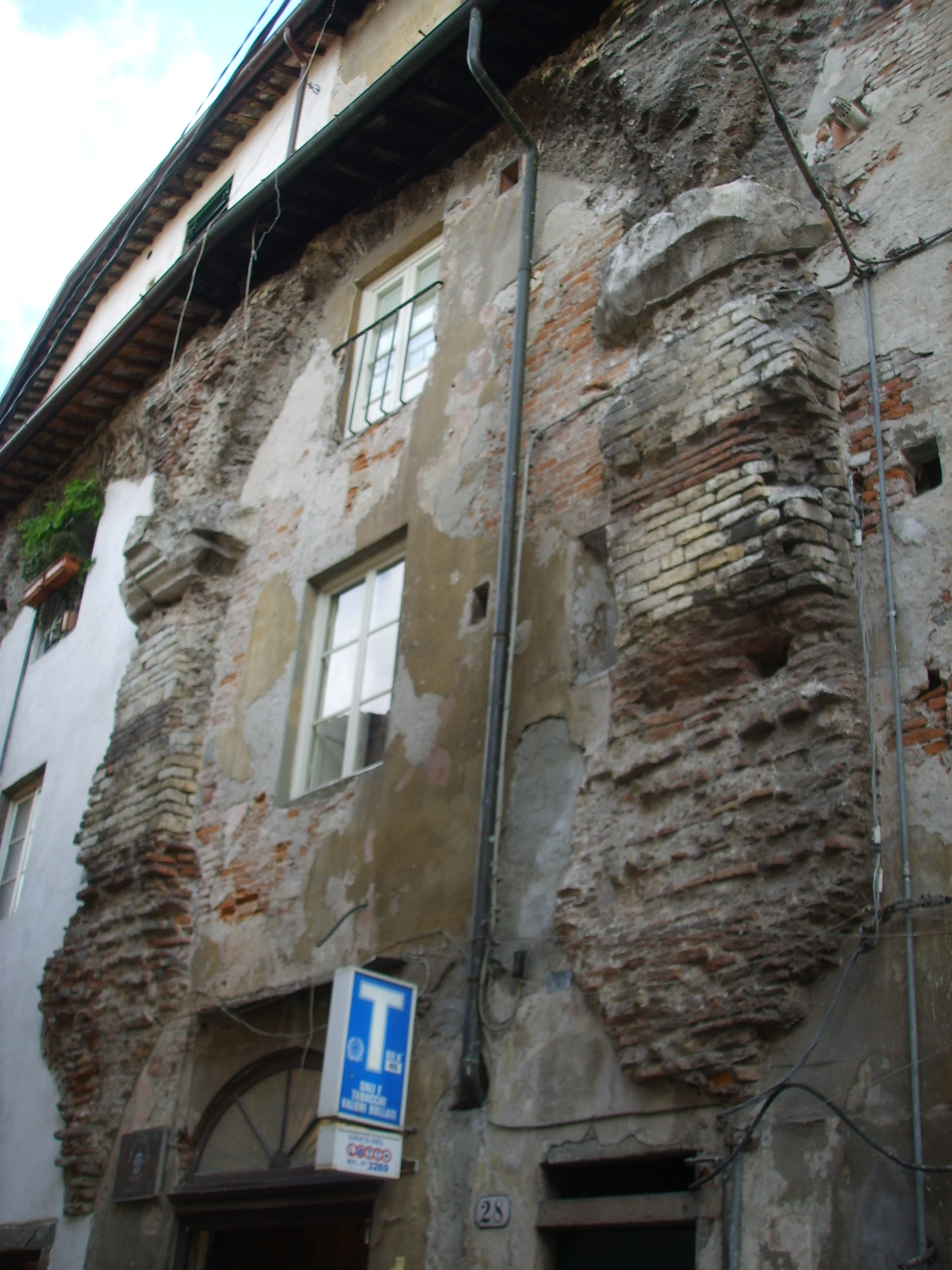
外周の北東部。北東部は他と比べて初期のアーケードの姿をとどめている。

## 歴史
アンフィテアトロ広場の起源は1世紀末のローマ時代に遡る。この時期ルッカはローマの植民都市・自治都市としてローマの文明を受容、それに伴って当時のルッカ市壁外に建設された円形闘技場がその起源である。
各地の円形闘技場は財政の窮乏や、勢力が強まったキリスト教からの批判により徐々に下火となり、326年コンスタンティヌス1世の勅令で廃止を決定される。やがて使用されなくなった円形闘技場であるが、6世紀の東ゴート、8世紀のランゴバルドによるルッカ統治時代は、要塞として遺構が再利用された。ちなみに、このような要塞への転用という利用形態は実はイタリアでは結構多く、各地で少なくとも24例が確認されている。
10世紀になり神聖ローマ帝国の下でルッカがトスカーナ辺境伯領の首都になると経済も発展し人口も増加し、その人口を養うために要塞から住居への転用が進む。12世紀には旧円形闘技場の周囲に街区が建設され（現在のアンフィテアトロ通りやその周辺住居）、この建設や近所の教会改築に部材の転用がさらに進んだ。この時期はよい部材を近所の教会へ転用することで段々と元の円形闘技場の姿は薄くなり、逆に新規に住居が継ぎ足されていくこととなる。なお、古代ローマを起源に持つ都市では、円形闘技場の遺構の住居などへの転用は中世においては一般的であった。
16世紀には公共倉庫として塩などの貯蔵庫になり、1715年には南西部にサン・ツィータ礼拝堂(Oratorio di S.Zita)という宗教施設も発生した。牢獄として使われた時期もあったらしい。
このように継接ぎ利用が進んだ結果、19世紀に再開発をする頃にはすでにアリーナの楕円は跡形もなくなっていた。1830年から1838年にかけての再開発でロレンツォ・ノットリーニ主導でアリーナ部の楕円形が復元された。しかし翌年1839年に市場ができ再びアリーナ部は占拠されることになる。その後1936年、1972年の2度に渡る市場の移転でようやく現在のような状態になった。

## 入り口
周囲の通りから広場内に到る入り口は4つ存在する。円形闘技場の建設当初、東西に門があったといわれるが、西にあったはずの門は上記の歴史の中で建造物の中に取り込まれてしまったと見られ現存していない。これに対して東の入り口は「当初のまま保存」されているという。他の3方、南北と新しい西の入り口は先述のロレンツォ・ノットリーニにより新設されたものである。
下の2枚の図の地面から天井までの高さを比べると、当初からのサイズを留める東門（図.A）は西門（図.B）に比べて天井が低いことがわかる。これは広場の敷地全体がローマ期と比べて平均2.7メートルほど底上げされたせいであり、すなわちローマ期の東門は今より2.7メートルほど天井が高かったと考えればよい。

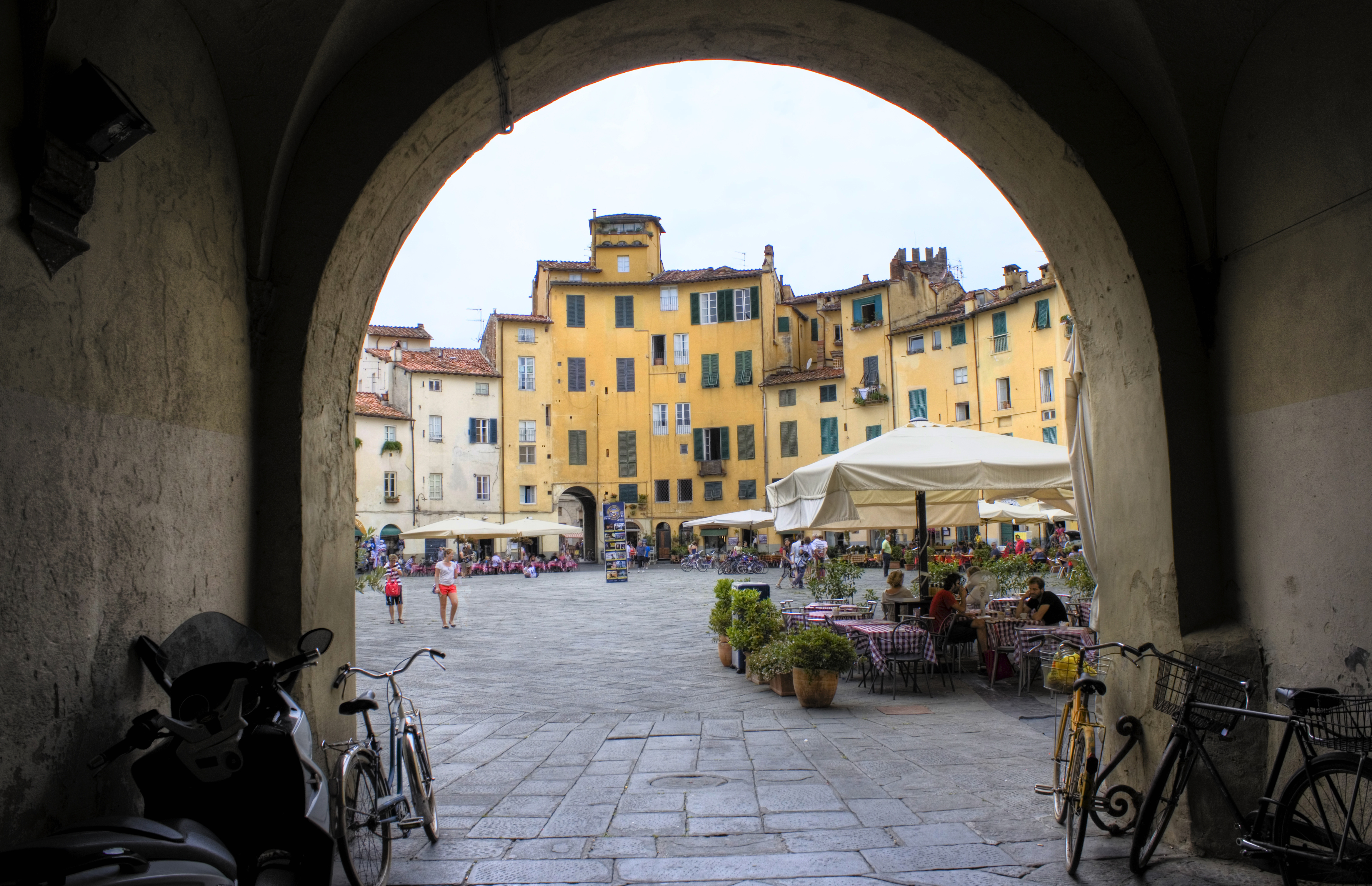
図.A 当初から残る東門より広場を望む
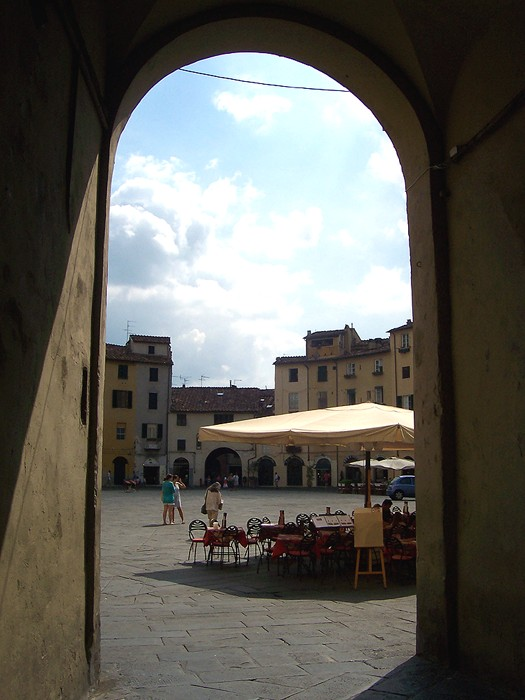
図.B 新しい西門より広場を望む